# Фридрих Карл Йозеф фон Шьонборн
Фридрих Карл Йозеф фон Шьонборн (на немски: Friedrich Carl Joseph Graf von Schönborn) е граф на Шьонборн.

## Биография
Роден е на 2 август 1781 година в Майнц. Той е най-малкият син на граф Хуго Дамиан Ервайн фон Шьонборн-Визентхайд (1738 – 1817) и съпругата му графиня Мария Анна Терезия Йохана Валпургис Филипина фон Щадион (1746 – 1813), дъщеря на граф Йохан Хуго Йозеф Франц Филип Карл фон Щадион-Щадион и Танхаузен (1720 – 1785) и Мария Анна Текла Валпургис Тереза Шенк фон Щауфенберг (1728 – 1799). Брат е на Франц Филип Йозеф (1768 – 1841), граф на Шьонборн-Буххайм, и Франц Ервайн (1776 – 1840), граф на Шьонборн-Визентхайд.
На 6 август 1806 г. през Наполеоновите войни Свещената Римска империя е разпусната. На 18 септември същата година баварските войски окупират графство Визентхайд. След това баща му Хуго Дамиан Ервайн се оттегля в своите имения в Австрия.
Умира на 24 март 1849 година в Прага.

## Семейство
Фридрих Карл Йозеф фон Шьонборн се жени на 12 май 1811 г. във Виена за Анна Мария фон Керпен (* 13 ноември 1784, Кобленц; † 8 октомври 1862, Прага), дъщеря на фрайхер Анселм Франц Георг фон Керпен цу Илинген (1738 –1808/1825) и Мария Антоанета фон Хорнщайн-Гьофлинген (1757 – 1828). Те имат три деца:
- Ервайн Дамиан Хуго фон Шьонборн (* 17 май 1812, Виена; † 12 януари 1881, Прага), граф на Шьонборн, женен в Прага на 11 юли 1839 г. за графиня Кристина фон Брюл (* 28 март 1817, Прага; † 23 октомври 1892, Прага),[7] родители на:
  - Франциск фон Паула Шьонборн (* 24 януари 1844; † 25 юни 1899), кардинал, архиепископ на Прага (1885 – 1899)
- Франц (* 22 януари 1818; † 21 август 1818)
- Филип (* 23 декември 1820; † 11 януари 1830)